# Cuparaque
Cuparaque is een gemeente in de Braziliaanse deelstaat Minas Gerais. De gemeente telt 4.561 inwoners (schatting 2009).